# Broad Street Market

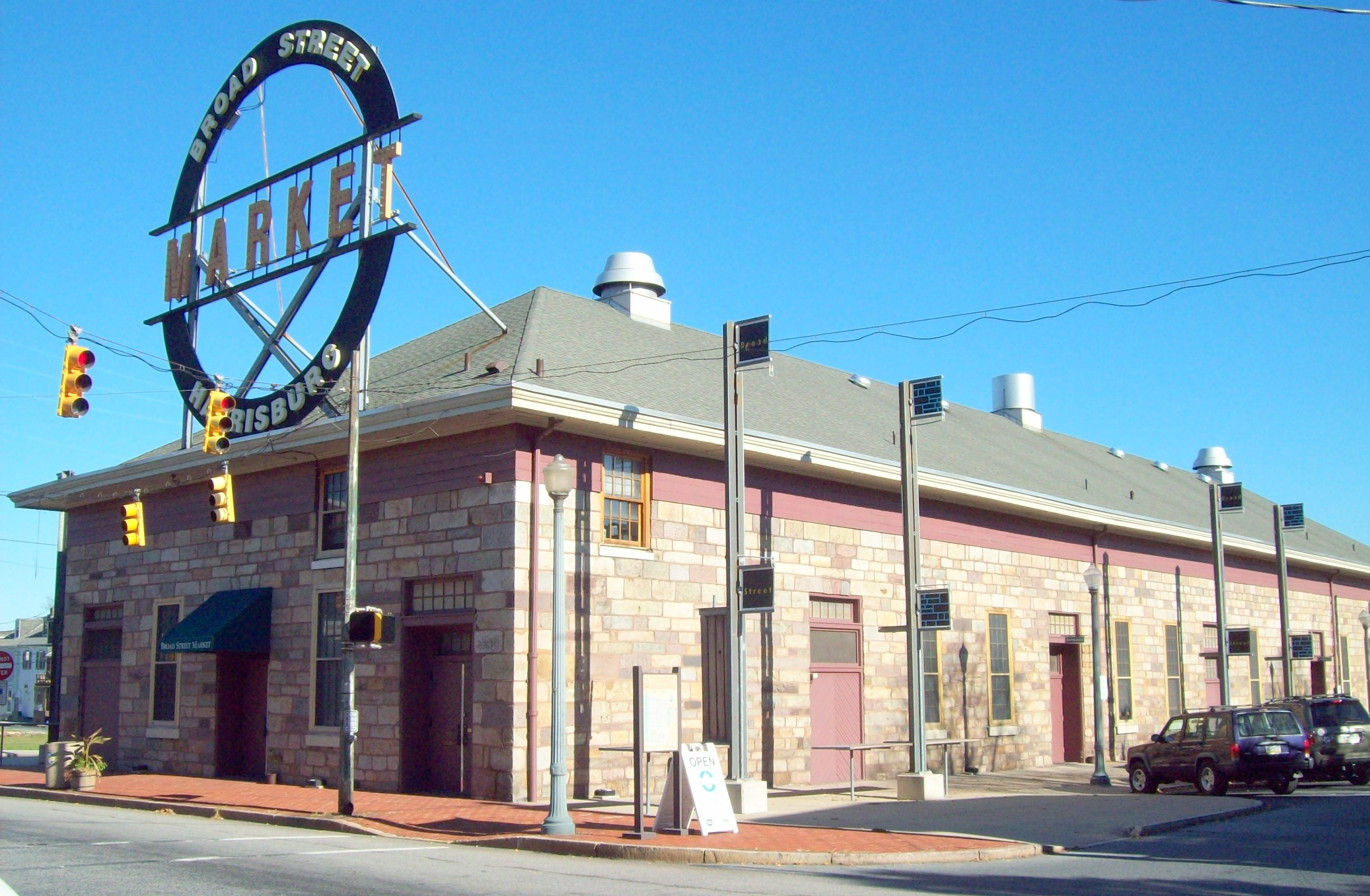
Broad Street Market

Broad Street Market je farmářský trh v Midtownu, v části Harrisburgu v Pensylvánii. Na Broad Street (nyní Verbeke Street) ho v roce 1860 založila rodiny Verbekeových a dnes patří mezi nejdéle soustavně fungující trhy v zemi.

## Historie
Během americké občanské války pomohl tento trh uživit 300 000 vojáků Unie shromážděných v Camp Curtinu.
Trh se v současnosti skládá ze dvou staveb. Starší Stone Market byl dokončen v roce 1863. Brick Market byl postaven v období 1874 až 1878. Mnoho let mezi nimi stál Wood Market.
V roce 1979 přešlo místo do majetku města Harrisburgu a do roku 1996 ho spravovala pověřená agentura. V roce 1996 byla dokončena rekonstrukce v ceně 2,5 milionu dolarů a v roce 1999 následovala úprava kamenné budovy.
V roce 1974 byl zařazen do National Register of Historic Places.